# Chroniques de Port-Royal
Les Chroniques de Port-Royal sont une revue française d'histoire et de littérature, fondée en 1950, en même temps que la Société des Amis de Port-Royal dont elles sont l'émanation.

## Histoire
À l'origine simple fascicule de quelques pages, la revue n'avait pas de véritable titre. Seule la mention "Société des Amis de Port-Royal" apparaissait en couverture. Dès les premières années, le rythme de parution a tendu à être annuel cependant, des numéros ont été regroupés à plusieurs reprises. Ce n'est que depuis le numéro 29 (1980) que la parution annuelle s'est déroulée de façon régulière.

## Objet
La revue publie les actes des colloques organisés par la Société des Amis de Port-Royal. Ces manifestations portent sur l'histoire de Port-Royal et du jansénisme et, plus largement, sur l'histoire de la période moderne. Les actes représentent, en règle générale, les trois quarts du contenu, le reste étant consacré à la publication de varia.

## La question de l'éditeur
L'éditeur mentionné en page de titre a longtemps été la Bibliothèque Mazarine. Cette mention était pourtant fausse : la Bibliothèque Mazarine est le siège officiel de la Société des Amis de Port-Royal mais c'est cette dernière qui est la collectivité éditrice. L'erreur a été corrigée à partir du numéro 62.

## Indexationet signalement
Les Chroniques de Port-Royal sont indexées dans la base ATLA Religion database. Elles ont été répertoriées sur la liste ERIH de la Fondation européenne de la science en histoire et littérature (catégorie NAT) et dans la liste des revues SHS de l'Agence d’évaluation de la recherche et de l’enseignement supérieur (catégorie Histoire).

## Distribution
La revue est tirée à 500 exemplaires et envoyée aux membres de la Société des Amis de Port-Royal. Elle est distribuée à Paris en librairie spécialisée.

## Comité de rédaction
- Laurence Plazenet, directrice de la publication
- Fabien Vandermarcq, directeur de la revue
- Olivier Andurand
- Guy Basset
- André Blanc
- Pierre-François Burger
- Agnès Cousson
- Achille Davy-Rigaux
- Julie Finnerty
- Juliette Guilbaud
- Valérie Guittienne-Mürger
- Sylvain Hilaire
- Sandrine Lely
- Jean Lesaulnier
- Philippe Luez
- Philippe Moulis
- Françoise de Noirfontaine
- Françoise Pouge-Bellais
- Patricia Touboul
- Anne-Claire Volongo-Josse

## Anciens directeurs
- Philippe Sellier
- André Blanc
- Jean Le Saulnier
- Tony Gheeraert

## Signatures
Outre des spécialistes reconnus d'histoire et de littérature de l'époque moderne comme Jean Mesnard ou Philippe Sellier, les Chroniques de Port-Royal ont publié les textes de plusieurs grandes "plumes", comme François Mauriac, Daniel-Rops, Louis de Broglie ou le cardinal Lustiger. On peut également trouver des signatures plus inattendues comme celle de Clément Hervieu-Léger en 2004.

## Numérisation
En octobre 2015, les versions numérisées des numéros 1 à 30 ont été mises en ligne sur le site de la société, suivies en mars 2016 par celles des numéros 36 à 39 et, en mars 2017, par celles des numéros 40 à 47. En outre, des résumés des communications peuvent être consultés pour chaque numéro à partir du numéro 59. Ces résumés sont en français et en anglais.